# Marcipalina
Marcipalina is een geslacht van vlinders van de familie spinneruilen (Erebidae), uit de onderfamilie Calpinae.

## Soorten
- M. albescens (Pelletier, 1975)
- M. berioi (Pelletier, 1975)
- M. clenchi (Pelletier, 1975)
- M. confluens (Hampson, 1926)
- M. conjuncta (Gaede, 1930)
- M. detersa (Holland, 1894)
- M. grisescens Pelletier, 1978
- M. hayesi (Pelletier, 1975)
- M. laportei (Pelletier, 1975)
- M. lineata Pelletier, 1978
- M. lutea Pelletier, 1978
- M. melanoconia (Hampson, 1926)
- M. minima Pelletier, 1978
- M. modesta Pelletier, 1979
- M. obscura Pelletier, 1978

- M. pustulata (Holland, 1894)
- M. rubra Pelletier, 1978
- M. ruptisignoides Pelletier, 1978
- M. submarginalis (Gaede, 1930)
- M. tanzaniensis (Pelletier, 1975)
- M. triangulifera (Holland, 1894)
- M. umbrosa (Holland, 1894)
- M. violacea (Pelletier, 1974)